# WDM Radio Awards
Los WDM Radio Awards son unos premios de música creados en 2017 por LOS40 bajo su marca World Dance Music. Son presentados como "los primeros premios de la radio a la música electrónica". Se trata de un evento de carácter global, promocionado por las doce emisoras de LOS40 en España y América Latina.

## Ediciones
| Edición | Año  | Fecha       | Sede           | Localidad        |
| ------- | ---- | ----------- | -------------- | ---------------- |
| I       | 2017 | 29 de marzo | Estadio Azteca | Ciudad de México |
| II      | 2018 | 21 de marzo | Estadio Azteca | Ciudad de México |

## I Edición (2017)
La primera edición se celebró el 29 de marzo de 2017 en el Estadio Azteca de Ciudad de México.

### Ganadores y nominados[2]
- Ganador

| Premio                         | Nominados                                             |
| ------------------------------ | ----------------------------------------------------- |
| Mejor DJ                       | The Chainsmokers                                      |
| Mejor DJ                       | DJ Snake                                              |
| Mejor DJ                       | David Guetta                                          |
| Mejor DJ                       | Martin Garrix                                         |
| Mejor DJ                       | Diplo                                                 |
| Mejor DJ de Electro House      | Axwell Λ Ingrosso                                     |
| Mejor DJ de Electro House      | Galantis                                              |
| Mejor DJ de Electro House      | Don Diablo                                            |
| Mejor DJ de Electro House      | David Guetta                                          |
| Mejor DJ de Electro House      | Zedd                                                  |
| Mejor Party DJ                 | Steve Aoki                                            |
| Mejor Party DJ                 | Nervo                                                 |
| Mejor Party DJ                 | Martin Garrix                                         |
| Mejor Party DJ                 | Skrillex                                              |
| Mejor Party DJ                 | Dimitri Vegas & Like Mike                             |
| Rey de las redes sociales      | Diplo                                                 |
| Rey de las redes sociales      | Skrillex                                              |
| Rey de las redes sociales      | Steve Aoki                                            |
| Rey de las redes sociales      | Calvin Harris                                         |
| Rey de las redes sociales      | Martin Garrix                                         |
| Mejor pista global             | The Chainsmokers con Halsey - Closer                  |
| Mejor pista global             | Major Lazer con Justin Bieber y MØ - Cold Water       |
| Mejor pista global             | Calvin Harris con Rihanna - This Is What You Came For |
| Mejor pista global             | David Guetta con Zara Larsson - This One's for You    |
| Mejor pista global             | Martin Garrix & Bebe Rexha - In the Name of Love      |
| Mejor documental EDM           | Hardwell - I Am Hardwell - Living the Dream           |
| Mejor documental EDM           | Steve Aoki - I'll Sleep When I'm Dead                 |
| Mejor documental EDM           | Zedd - True Colors                                    |
| Mejor documental EDM           | Tomorrowland - This Was Tomorrow                      |
| Mejor documental EDM           | Space Ibiza - 27 Years of Clubbing History            |
| Mejor pista Trending           | Flume con Kai - Never Be Like You                     |
| Mejor pista Trending           | The Chainsmokers con Daya - Don't Let Me Down         |
| Mejor pista Trending           | Skrillex & Diplo con Kai - Mind                       |
| Mejor pista Trending           | Marshmello - Alone                                    |
| Mejor pista Trending           | DJ Snake con Bipolar Sunshine - Middle                |
| Mejor nuevo talento            | Kungs                                                 |
| Mejor nuevo talento            | Kygo                                                  |
| Mejor nuevo talento            | Lost Frequencies                                      |
| Mejor nuevo talento            | Marshmello                                            |
| Mejor nuevo talento            | Alan Walker                                           |
| Mejor remezcla                 | Seeb - I Took a Pill in Ibiza, de Mike Posner         |
| Mejor remezcla                 | Don Diablo - Keeping Your Head Up, de Birdy           |
| Mejor remezcla                 | Tiësto - Dancing On My Own, de Calum Scott            |
| Mejor remezcla                 | Robin Schulz - I Was Dreaming, de ARIZONA             |
| Mejor remezcla                 | Filatov & Karas - Don't Be So Shy, de Imany           |
| Mejor vocalista de electrónica | Vassy                                                 |
| Mejor vocalista de electrónica | Daya                                                  |
| Mejor vocalista de electrónica | Jake Reese                                            |
| Mejor vocalista de electrónica | MØ                                                    |
| Mejor vocalista de electrónica | Conrad Sewell                                         |
| Mejor pista de Dancefloor      | Deorro con Elvis Crespo - Bailar                      |
| Mejor pista de Dancefloor      | Galantis - No Money                                   |
| Mejor pista de Dancefloor      | Major Lazer con Nyla y Fuse ODG - Light It Up         |
| Mejor pista de Dancefloor      | Kungs vs Cookin' on 3 Burners - This Girl             |
| Mejor pista de Dancefloor      | Tujamo - Drop That Low                                |

### Artistas[1]
- David Guetta
- Martin Garrix
- Steve Aoki
- Alan Walker
- Cedric Gervais
- Nervo
- Vassy

## II Edición (2018)
La segunda edición está prevista para el 21 de marzo de 2018. El Estadio Azteca repite como sede del evento.

### Ganadores y nominados
- Ganador

| Premio                         | Nominados                                                                    |
| ------------------------------ | ---------------------------------------------------------------------------- |
| Mejor DJ                       | Martin Garrix                                                                |
| Mejor DJ                       | Steve Aoki                                                                   |
| Mejor DJ                       | Dimitri Vegas & Like Mike                                                    |
| Mejor DJ                       | Hardwell                                                                     |
| Mejor DJ                       | The Chainsmokers                                                             |
| Mejor DJ                       | Armin van Buuren                                                             |
| Mejor DJ de Electro House      | Axwell Λ Ingrosso                                                            |
| Mejor DJ de Electro House      | Don Diablo                                                                   |
| Mejor DJ de Electro House      | Tiësto                                                                       |
| Mejor DJ de Electro House      | DJ Snake                                                                     |
| Mejor DJ de Electro House      | Galantis                                                                     |
| Mejor DJ de Electro House      | R3hab                                                                        |
| Mejor Party DJ                 | Steve Aoki                                                                   |
| Mejor Party DJ                 | Afrojack                                                                     |
| Mejor Party DJ                 | Galantis                                                                     |
| Mejor Party DJ                 | The Chainsmokers                                                             |
| Mejor Party DJ                 | Martin Garrix                                                                |
| Mejor Party DJ                 | Nervo                                                                        |
| Rey de las redes sociales      | Martin Garrix                                                                |
| Rey de las redes sociales      | Avicii                                                                       |
| Rey de las redes sociales      | Calvin Harris                                                                |
| Rey de las redes sociales      | Skrillex                                                                     |
| Rey de las redes sociales      | Tiësto                                                                       |
| Rey de las redes sociales      | David Guetta                                                                 |
| Rey de las redes sociales      | Major Lazer                                                                  |
| Mejor pista global             | Jonas Blue - Mama                                                            |
| Mejor pista global             | Clean Bandit feat. Sean Paul - Rockabye                                      |
| Mejor pista global             | The Chainsmokers & Coldplay - Something Just like This                       |
| Mejor pista global             | Robin Schulz ft. James Blunt - OK                                            |
| Mejor pista global             | Kygo & Selena Gomez - It Ain't Me                                            |
| Mejor pista global             | Burak Yeter feat. Danelle Sandoval - Tuesday                                 |
| Mejor pista global             | Steve Aoki & Louis Tomlinson - Just Hold On                                  |
| Mejor pista Bass               | Dimitri Vegas & Like Mike vs David Guetta feat. Kiiara - Complicated         |
| Mejor pista Bass               | Zedd & Alessia Cara - Stay                                                   |
| Mejor pista Bass               | Marshmello feat. Khalid - Silence                                            |
| Mejor pista Bass               | David Guetta feat. Justin Bieber - 2U                                        |
| Mejor pista Bass               | Martin Garrix & Dua Lipa - Scared to Be Lonely                               |
| Mejor pista Bass               | Alan Walker feat. Noah Cyrus & Digital Farm Animals - All Falls Down         |
| Mejor pista Trending           | Dillon Francis feat. Yung Pinch - Hello There                                |
| Mejor pista Trending           | Tujamo feat. Sorana - One on One                                             |
| Mejor pista Trending           | Nora En Pure - Tears in Your Eyes                                            |
| Mejor pista Trending           | Skrillex & Poo Bear - Would You Ever                                         |
| Mejor pista Trending           | Alesso - Take My Breath Away                                                 |
| Mejor pista Trending           | Major Lazer feat. Travis Scott, Camila Cabello & Quavo - Know No Better      |
| Mejor pista Trending           | Sofi Tukker feat. Nervo, The Knocks & Alisa Ueno - Best Friend               |
| Mejor pista Trending           | Galantis - Rich Boy                                                          |
| Mejor pista Trending           | Alan Walker - Tired                                                          |
| Mejor pista Trending           | Armin van Buuren feat. Josh Cumbee - Sunny Days                              |
| Mejor pista Trending           | David Guetta & Afrojack feat. Charli XCX & French Montana - Dirty Sexy Money |
| Mejor nuevo talento            | Jax Jones                                                                    |
| Mejor nuevo talento            | Ofenbach                                                                     |
| Mejor nuevo talento            | Mike Williams                                                                |
| Mejor nuevo talento            | Bruno Martini                                                                |
| Mejor nuevo talento            | Cheat Codes                                                                  |
| Mejor nuevo talento            | Yellow Claw                                                                  |
| Mejor remezcla                 | Alan Walker - Issues, de Julia Michaels                                      |
| Mejor remezcla                 | Ryan Riback - Call on Me, de Starley                                         |
| Mejor remezcla                 | Don Diablo - Something Just like This, de The Chainsmokers & Coldplay        |
| Mejor remezcla                 | MOSKA - Mi gente, de J Balvin & Willy William                                |
| Mejor remezcla                 | Sam Feldt - Oceans Away, de Arizona                                          |
| Mejor remezcla                 | EDX - How Long, de Charlie Puth                                              |
| Mejor remezcla                 | Steve Aoki - The Best, de Mangchi                                            |
| Mejor pista Dancefloor         | Martin Solveig - All Stars                                                   |
| Mejor pista Dancefloor         | Axwell Λ Ingrosso - More than You Know                                       |
| Mejor pista Dancefloor         | Jax Jones feat. Raye - You Don't Know Me                                     |
| Mejor pista Dancefloor         | CamelPhat & Elderbrook - Cola                                                |
| Mejor pista Dancefloor         | Hardwell & KSHMR - Power                                                     |
| Mejor pista Dancefloor         | David Tort, Markem & Yas Cepeda - Strangers                                  |
| Mejor vocalista de electrónica | Julia Michaels                                                               |
| Mejor vocalista de electrónica | Bebe Rexha                                                                   |
| Mejor vocalista de electrónica | Dua Lipa                                                                     |
| Mejor vocalista de electrónica | Ina Wroldsen                                                                 |
| Mejor vocalista de electrónica | Anne-Marie                                                                   |
| Mejor DJ de Deep House         | Nora En Pure                                                                 |
| Mejor DJ de Deep House         | Kygo                                                                         |
| Mejor DJ de Deep House         | Lost Frequencies                                                             |
| Mejor DJ de Deep House         | Robin Schulz                                                                 |
| Mejor DJ de Deep House         | EDX                                                                          |

### Artistas confirmados
- Don Diablo
- Jax Jones
- Robin Schulz
- Steve Aoki
- Tujamo